# Плеохроїзм

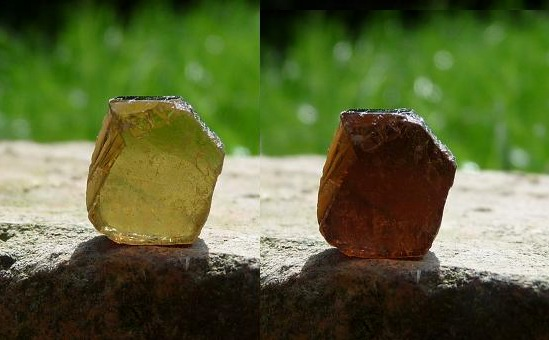
Плеохроїзм червоного турмаліну

Плеохроїзм (рос. плеохроизм, англ. pleochroism, нім. Pleochroismus m) — зміна забарвлення речовини у світлі, що проходить крізь неї, залежно від напряму поширення цього світла. Анізотропні мінерали під мікроскопом змінюють колір у залежності від напряму коливань поляризованого світла, яке проходить через цей мінерал.
Поліхроїзм характерний для деяких кордієритів, турмалінів та інших мінералів.
Окремим випадком плеохроїзму є дихроїзм.

## Інтернет-ресурси
- Mineralienatlas:Dichroismus (Wiki)
- Prof. Leopold Rösslers Schmucklexikon — Pleochroismus